# ラトロンキエール
ラトロンキエール（仏: Latronquière）は、フランス南西部のオクシタニー地域圏ロット県に属するコミューン。

## 地理
県の東部に位置し、県都のカオールから北東へ65kmのところにある。街の北西部にはトレルム湖という湖があり、2006年にはここでエアボートの世界選手権が行われた。13のコミューンを管轄する小郡の中心地のため多くの幹線道路が四方に走り、交通の便もよい。

## 行政
- 市長：セルジュ・レゾブル（Serge Lesobre、2008年3月から） - 無所属左派
- 前市長：クロード・ガルティエ（Claude Galtié、2001年3月から2008年） - 社会党所属の県議会議員

## 脚注

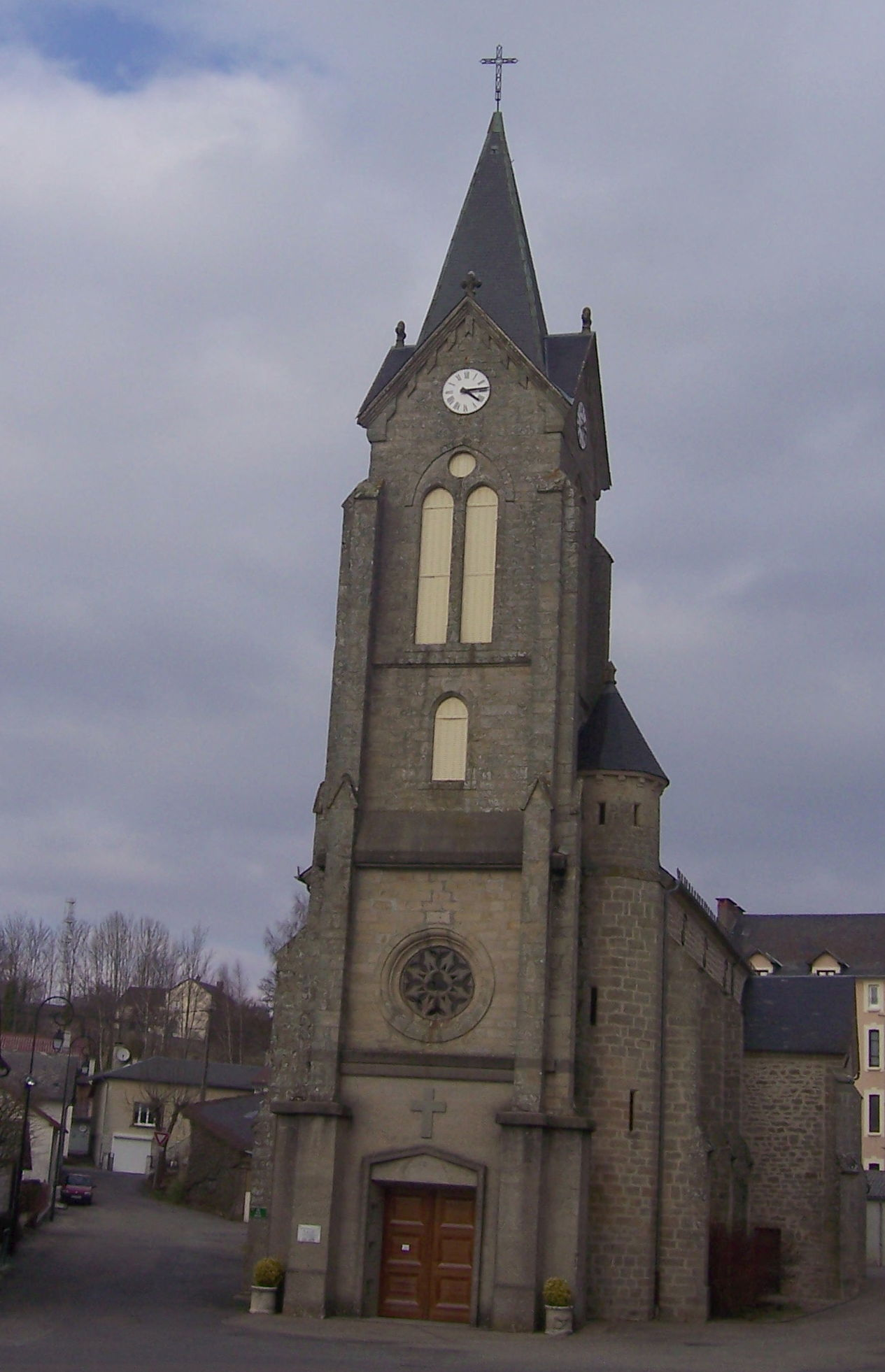
ラトロンキエール教会

## 人口の推移
1900年ごろには550人ほどが住んでいた。
| 1962年 | 1968年 | 1975年 | 1982年 | 1990年 | 1999年 | 2006年 |
| ------ | ------ | ------ | ------ | ------ | ------ | ------ |
| 545    | 597    | 636    | 617    | 555    | 530    | 542    |

INSEEより。